# Štefan Čaban
Štefan Čaban (14. září 1943 Košice – 3. května 1968 tamtéž) byl slovenský fotbalový útočník. Spáchal sebevraždu oběšením v koupelně ve 24 letech.

## Hráčská kariéra
V československé lize hrál za Lokomotívu Košice, dal 1 ligový gól. Dále hrál i ve druhé lize za Tatran Prešov, se kterým v sezóně 1966/67 nastoupil v Poháru vítězů pohárů proti FC Bayern Mnichov ve dvou utkáních a dal 1 gól.

### Ligová bilance
| Ročník                                   | Zápasy | Góly | Klub              |
| ---------------------------------------- | ------ | ---- | ----------------- |
| 1. československá fotbalová liga 1965/66 | -      | 1    | Lokomotíva Košice |
| 1. československá fotbalová liga 1967/68 | 1      | 0    | Lokomotíva Košice |
| CELKEM                                   | -      | 1    |                   |